# Льедо, Эмилио
Эмилио Льедо (Emilio Lledó Íñigo, род. 5 ноября 1927, Севилья) — испанский учёный-философ, классик и герменевтик. Профессор Барселонского университета и Национального университета дистанционного образования, член Королевской академии испанского языка (1993).
Отмечен Premio Nacional de las Letras Españolas (2014) и премией принцессы Астурийской (2015).
«El País» называет его «могучим сторонником диалога и этики в общественной жизни».

## Биография
Спустя шесть лет после его рождения семья переехала в Мадрид, где он и вырос.
Окончил философский факультет Мадридского университета (1952). По стипендии фонда Александра фон Гумбольдта три года учился в Гейдельбергском университете, где познакомился с Хансом-Георгом Гадамером, Карлом Лёвитом и Otto Regenbogen (Philologe), наставившим его в классическую филологию. В 1955 году вернулся в альма-матер ассистентом Santiago Montero Díaz и под его началом на следующий год там же получил докторскую степень с работой «El concepto „Poíesis“ en la filosofía griega». Ещё год спустя возвратился ассистентом в Гейдельбергский университет. В 1964 году занял кафедру в Университете Ла-Лагуна, а в 1967 году занял кафедру истории философии в Барселоне. С 1978 года и до выхода на пенсию профессор философии Национального университета дистанционного образования, являлся его проректором. C 1998 по 2006 год библиотекарь Королевской академии испанского языка.
Почётный член Испанского Королевского математического общества (2016).
Пожизненный член Berlin Institute for Advanced Study (1988).
Автор более ста научных работ и двадцати книг, выступает на страницах «El País».

## Награды и отличия
- Премия Гумбольдта одноименного фонда (1990)
- National Essay Prize (1992) — за работу El silencio de la escritura
- Hijo Predilecto de Andalucía[англ.] (2003)
- Menéndez Pelayo International Prize[англ.] (2004)
- Офицерский крест, орден «За заслуги перед Федеративной Республикой Германия» (2005)
- Fernando Lazaro Carreter Award (2007)
- Maria Zambrano Award, Junta de Andalucía[исп.] (2008)
- Giner de los Ríos Award of Seville (2013)
- José Luis Sampedro Award, «Getafe Negro[исп.]» Festival (2014)
- Antonio de Sancha Award, Madrid Publishers Association (2014)
- Pedro Henríquez Ureña International Essay Prize, Academia Mexicana de la Lengua (2014)
- Premio Nacional de las Letras Españolas[англ.] (2014)
- Премия принцессы Астурийской (2015)
- Премия Sociedad Española de Estudios Clásicos[исп.] (2015)
- Hijo Predilecto de Sevilla (2016)
- Золотая медаль Барселонского университета (2016)[3]
- Premio Leyenda (2017)[4]
- Premio Erasmo de Rotterdam, Asociación Internacional Humanismo Solidario (2018)[5]

Почётный доктор нескольких университетов.
В 2018 году, из-за скандала связанного с Cristina Cifuentes, отказался от награждения Medalla de la Comunidad de Madrid, высшей награды последнего.

## Книги
- El silencio de la escritura (1981) — отмечена National Essay Prize (1992)
- Memoria de la ética (1995)
- Lenguaje e historia (1996)
- Imágenes y palabras: ensayos de humanidades (1998)
- El epicureísmo (2003)
- Elogio de la infelicidad (2006)
- Filosofía y lenguaje (2008)
- Ensayos para una educación democrática (2009)
- El origen del diálogo y de la ética. Una introducción al pensamiento de Platón y Aristóteles (2011)
- Los libros y la libertad (2013)
- Palabra y humanidad (2015)
- Sobre la educación (2018)